# Wright Model B et suivants
Le Wright Model B et les appareils suivants sont les derniers avions construits par les frères Wright.

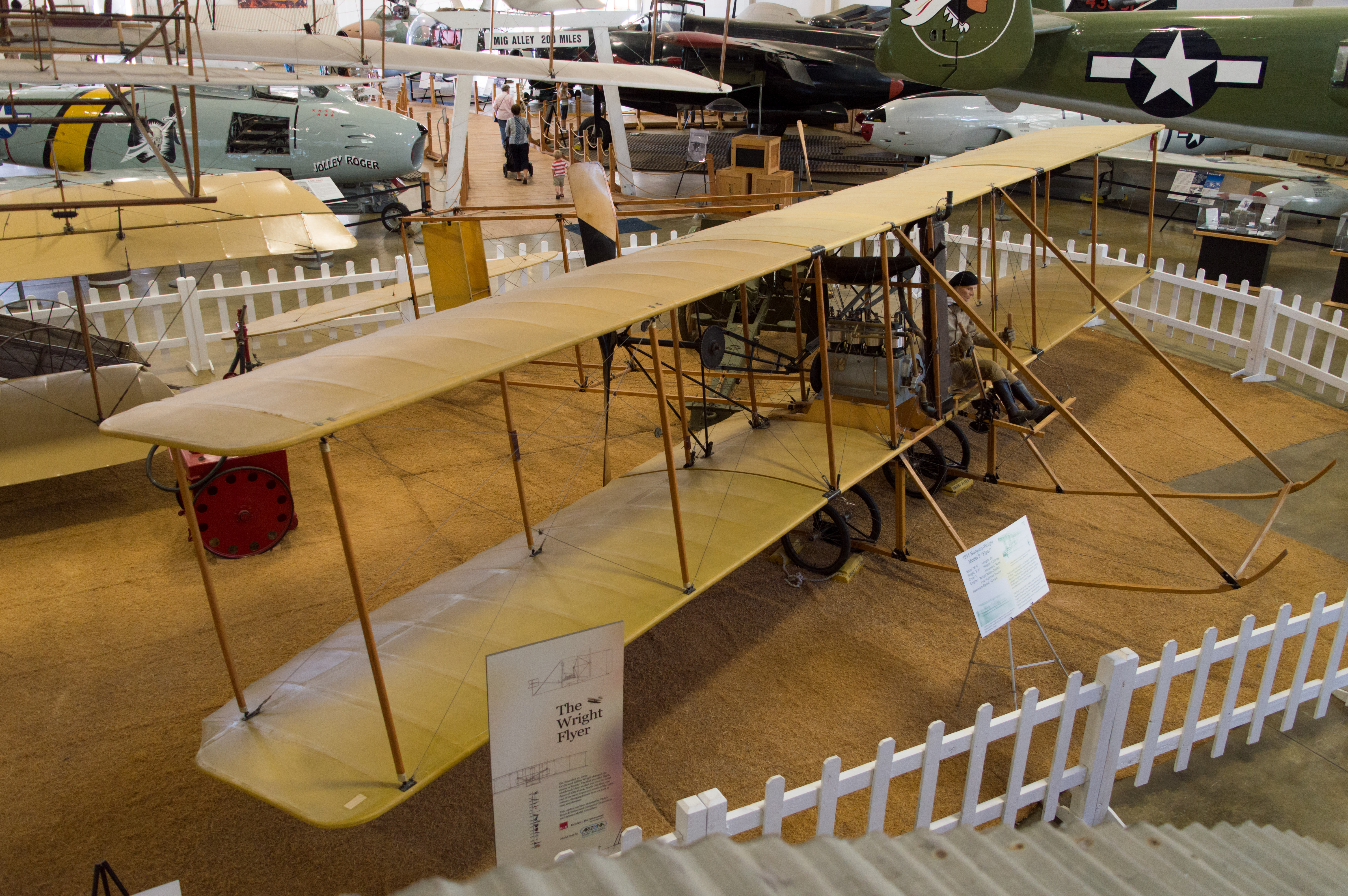
Réplique du Burgess Model F conservée au Hill Aerospace Museum. Le Burgess était une variante construite sous licence du modèle B.

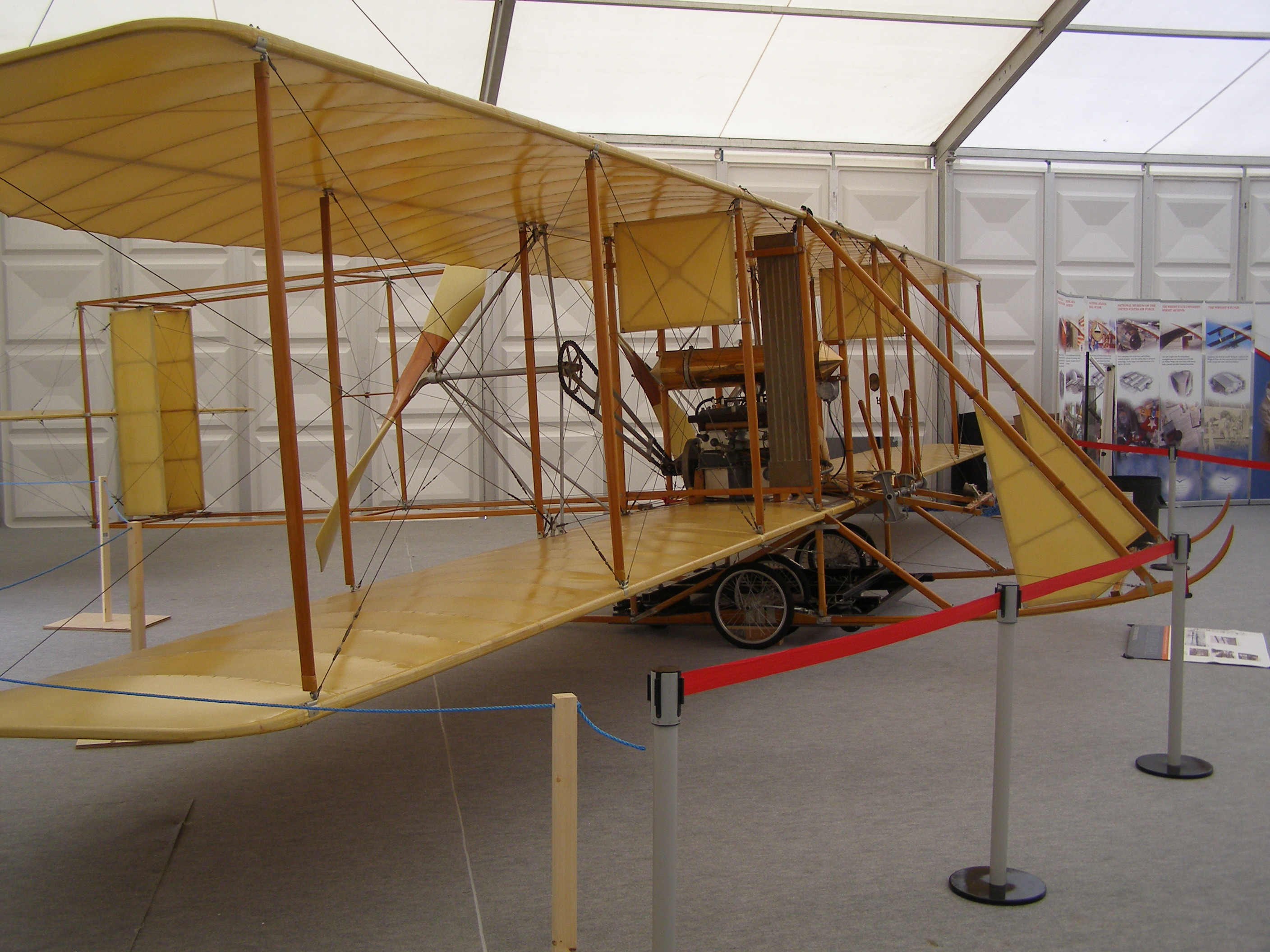
Reproduction du Wright Model B au salon aéronautique de Farnborough 2008.

## Historique
À partir de 1908, la formule de l'avion classique, moteur à l'avant et empennage arrière, s'impose. En 1909, l'aéroplane Wright n'est plus dans le coup. Les frères Wright ne sont plus en tête ; mais convaincus d'avoir inventé l'avion, ils ont caché leur avion de 1905 à 1907 pour ne pas être copiés. Wilbur veut absolument « faire de l'argent » avec son invention. Absorbés depuis 1906 par leur guerre de brevets, ils sont restés figés sur leur concept initial et ne progressent plus.

Contraints par leurs acheteurs, ils vont devoir suivre le mouvement ; les modifications apportées aux modèles suivant le Wright Model A enlèveront une à une les caractéristiques spécifiques des Flyer :

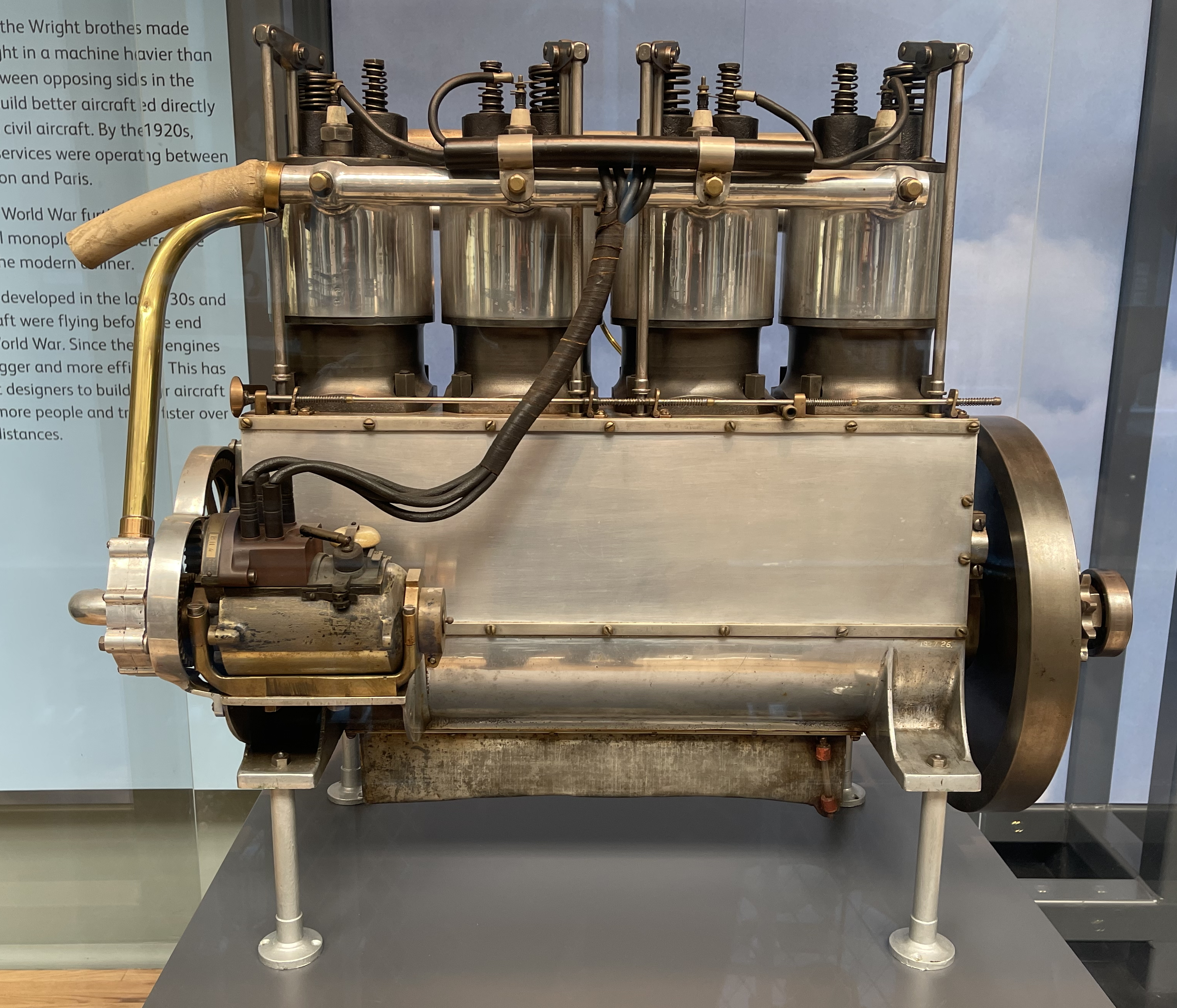
Moteur d'un Wright Model B (1910). Musée national d'Écosse, Édimbourg, Royaume-Uni.

- les patins seront remplacés par des roues (Military Flyer 1909),
- le plan canard sera diminué en surface (Model A-B) puis supprimé (Model B 1910), remplacé par un stabilisateur arrière apportant une meilleure stabilité en tangage,
- le contrôle en roulis par gauchissement des ailes, ce qui est l'essentiel de leur brevet, sera remplacé par des ailerons (Model B modifié),
- les deux hélices seront remplacées par une seule hélice axiale (Wright Model E (en) 1913),
- la structure en treillis laissera la place à un fuselage (Model F 1913),
- les ailes seront dotées d'un dièdre positif (Wright Model H (en) 1913),
- les hélices en arrière de l'aile passeront à l'avant du fuselage (Model K 1915).

L'aviation progresse rapidement : en 1911, le Wright Model A de 1908 est déjà un modèle de musée. En 1915, mise à part la configuration biplan, il ne reste plus rien du Wright Flyer de 1908. 

Wilbur Wright est mort en 1912 ; en 1915 Orville vend la Wright Company, fondée en 1909, à des investisseurs de New York.

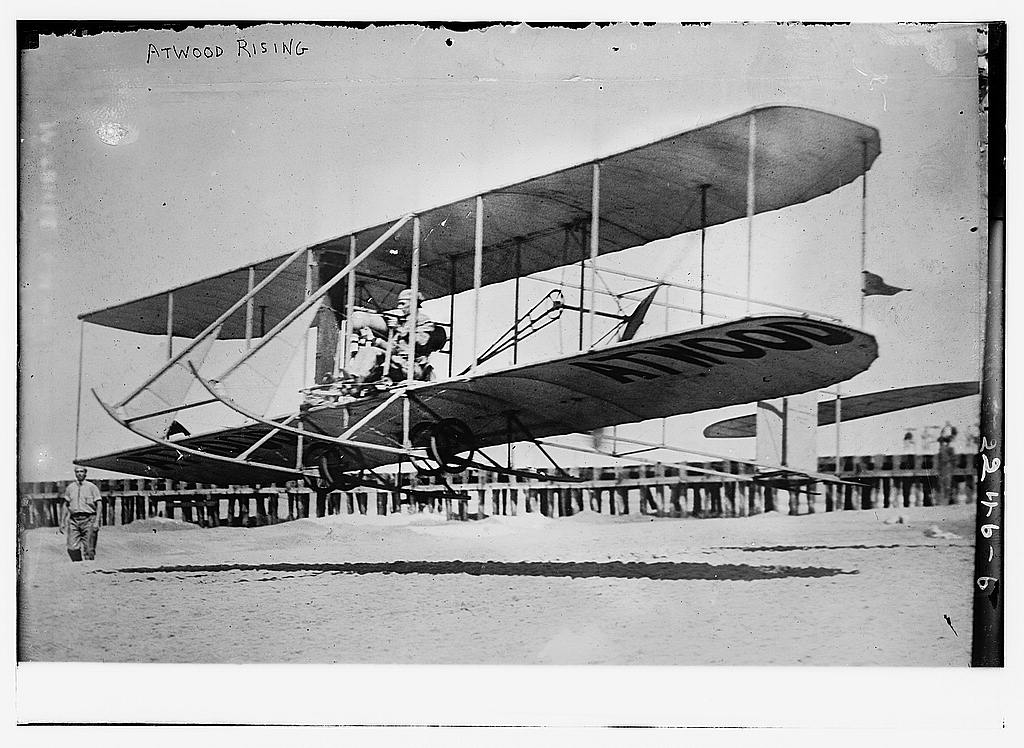
Wright Model B
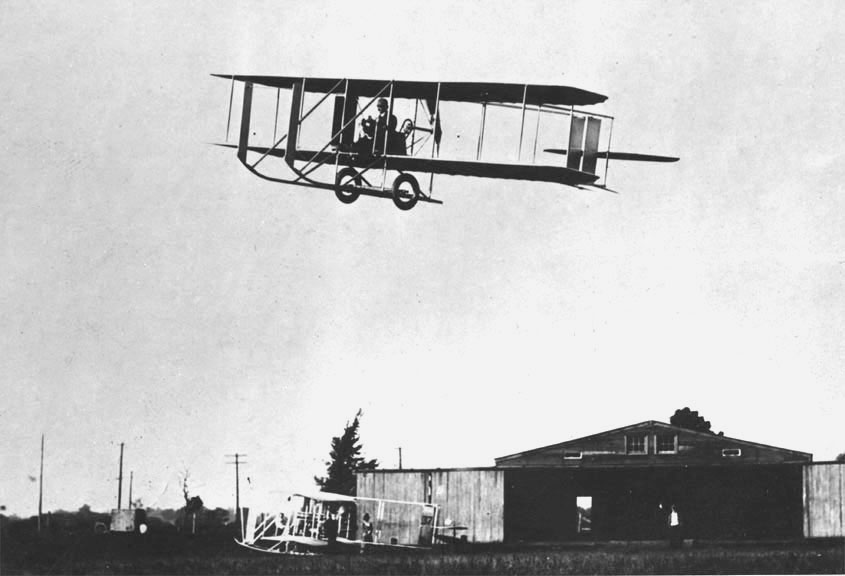
Wright Model E
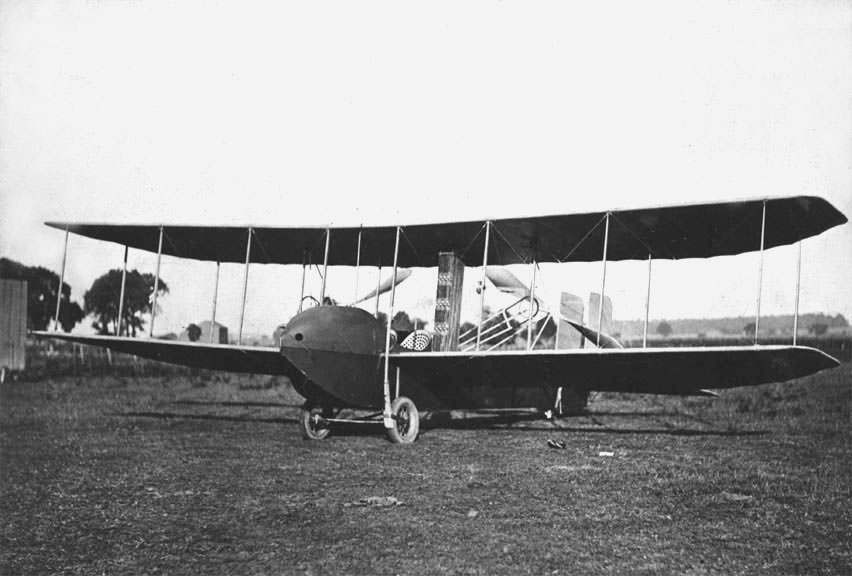
Wright Model H